# ماهیان تفنگچی
ماهیان تفنگچی (نام علمی: Caesionidae) نام یک تیره از راسته سوف‌ماهی‌سانان است.